# 12e brigade du génie de la Garde
Pour les articles homonymes, voir 12e brigade.
La 12e brigade du génie de la Garde (en russe : 12-я гвардейская инженерная бригада, abrégé en russe : 12 гв. оибр), de son nom complet la 12e brigade du génie de la Garde Kionigsbergsko-Gorodokskaïa, de l'ordre du Drapeau rouge (en russe : 12-я отдельная гвардейская инженерная Кёнигсбергско-Городокская Краснознамённая бригада) est une brigade du génie militaire des troupes du génie russe, branche des forces terrestres (n° d'unité 63494).
La brigade fait partie du district militaire central, basée dans le village rural d'Alkino-2 (en) en Bachkirie.

## Historique
Cette brigade reprend les traditions de plusieurs unités soviétiques antérieures, dont la première est formée en mai 1942 sous le nom de 5e brigade du génie mixte.
Déployée sur le front de Kalinine dans la région Torjok, l'unité est engagée dans la construction de fossés antichar et de poses de mines anti-personnelles entre les villes de Rjev et de Souraj, soit une longueur totale de 400 kilomètres. Pendant la guerre, les unités de la brigade effectuent des missions spéciales de commandement derrière les lignes ennemies (notamment des actions de sabotages comme la destruction de ponts, minages de rails ou de routes).
La brigade se compose pendant cette période de 5 bataillons (dont le 160e bataillon d'obstacles du génie). Pendant la guerre, plusieurs commandants se sont succédé :  commandants de brigade : I. G. Starinov (avril - juillet 1942), major Ribine (par intérim, juillet 1942) ; commissaires militaires : A. I. Bolotine (juin 1942), commissaire de bataillon Sabourov (par intérim, juillet 1942).
De nombreux citoyens espagnols ayant acquis de l’expérience militaire (guérilla) pendant la guerre d'Espagne et ayant immigré en URSS après leur défaite (la plupart étaient des ouvriers d'entreprises d'Oufa), ont volontairement rejoint la brigade du génie de l'Armée rouge conformément à un accord avec la secrétaire du Comité central du Parti communiste espagnol, Dolores Ibárruri.
Le 27 mai 1944, elle renommée 5e brigade du génie motorisé de la Garde. Pour le courage et l'héroïsme dont ont fait part les soldats lors des batailles contre les Allemands, 7 d'entre-eux ont reçu le titre de héros de l'Union soviétique, 1 373 soldats ont reçu des ordres honorifiques et 1 965 autres des médailles militaires.
Après la fin de la guerre, la brigade mène le déminage complet du territoire du district militaire de Moscou, où s'étaient déroulés des combats acharnés.
En 1946, l'unité est réorganisée en 5e régiment du génie de la Garde et des sapeurs de Kionigsbergsko-Gorodokskaïa de l'ordre du Drapeau rouge.
À la fin des années 1980, la formation opère sous le nom de 1er régiment du génie de la Garde mixte Kionigsbergsko-Gorodokskaïa de l'ordre du Drapeau rouge, stationné dans la ville de Rostov, étant directement subordonné au commandement du district militaire de Moscou.
Depuis 1994, la brigade se voit confier la tâche de reconnaissance et d'élimination d'explosifs sur le territoire de 9 régions de la Russie centrale.
En juillet 1994, le 1er corps de la Garde est réorganisé en 317e brigade du génie de la Garde, chargée de neutraliser les explosifs. L'unité est déployée dans la ville de Beliov, dans l'oblast de Toula, avant d'être ensuite transféré dans la localité de Nakhabino, dans l'oblast de Moscou, puis à Alkino-2 (en).
Pendant la seconde guerre de Tchétchénie, les sapeurs effectuent des tâches de déminage dans le territoire de la république dans des conditions de combat.
La brigade participe à l'invasion russe de l’Ukraine en 2022 et perd deux de ses commandants au cours du conflit. Le 14 mars 2022, le commandant de la 12e brigade, le colonel Sergueï Porokhnya, est tué au combat après un tir de mortier. Le 11 mai, alors que l'unité construit un ponton sur le Donets, son successeur, le colonel de la Garde Denis Kozlov, est tué au combat.